# Mercato Albinelli
Il mercato coperto di Modena è un edificio storico situato in Via Albinelli nel centro storico di Modena. Il Mercato Albinelli appartiene ai monumenti di interesse storico nazionale dell'Italia.

## Storia

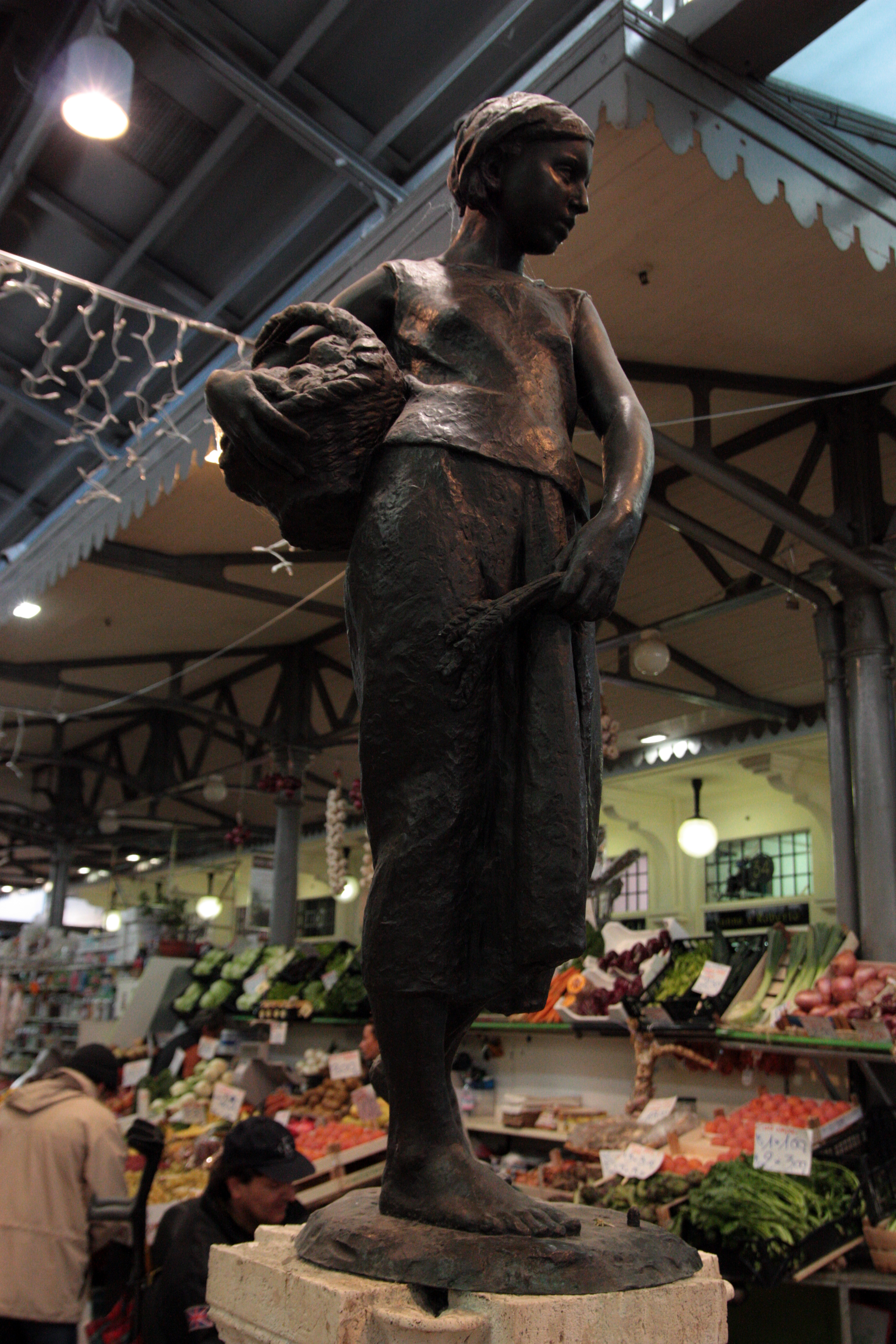
La fontana presente all'interno del mercato

A fine Ottocento si ipotizzò un luogo apposito in città per la vendita dei prodotti.
Fu così che, dopo i preparativi voluti fortemente dal sindaco Luigi Albinelli (1900-1908), vennero ordinate:
- le demolizioni nell'area attigua a piazza XX Settembre, a fianco della più famosa Piazza Grande.
- la costruzione dell'edificio con al centro una fontana denominata fanciullina con canestro di fiori, opera dello scultore Giuseppe Graziosi.
- una cancellata in ferro battuto da apporre all'ingresso.

Il mercato coperto venne inaugurato il 28 ottobre 1931, nono anniversario della marcia su Roma.

## Prodotti
Essendo un mercato ortofrutticolo, il pubblico può trovare frutta e verdura in quantità. Ma anche pane, formaggio, pesce fresco, carne, latte, uova. C'è anche un fioraio ed un'edicola. Nel 2025 dispone di cinque ristoranti, dotati di posti a sedere sia all'interno che all'esterno.

## Affluenza
Si stima che circa 30 000 persone, ogni settimana, si rechino in tale mercato.